# The Unknown Soldier
The Unknown Soldier (с англ. — «Неизвестный солдат») — песня американской группы The Doors, а также первый сингл с их альбома 1968 года Waiting for the Sun.
Появление песни было связано с реакцией Джима Моррисона на войну во Вьетнаме а также на то, как конфликт был изображён в американских СМИ в то время. Строки, такие как «Завтрак за чтением газет / Телевидение кормит детей / Неживые живут, живые умирают. / Пуля пронзила голову в каске» (англ. Breakfast where the news is read / Television children fed / Unborn living, living dead / Bullet strikes the helmet's head) озабоченность тем, как война представлена в новостях в гостиных обычных людей.
Из-за своей антивоенной направленности песня практически не звучала по радио и не демонстрировалась по ТВ (по материалам композиции был снят проморолик), что не помешало ей стать одним из лучших концертных номеров группы. Песня добралась до 39 ступеньки чарта.
На концертах The Doors песня сопровождалась театрализованной сценой казни Моррисона, в которого гитарой «прицеливался» Робби Кригер.

## Релиз
Для сингла была сделана специальная версия трека, где отсутствовали возгласы толпы и барабанная дробь, и использованы другие звуки выстрелов. Он стал четвёртым хитом группы, попавшим в топ-40 чарта Billboard Hot 100, достигнув 39 места. Би-сайдом к синглу стала песня «We Could Be So Good Together».
| Чарт (1968)          | Позиция |
| -------------------- | ------- |
| US Billboard Hot 100 | 39      |